# Alinula malawica
Alinula malawica är en halvgräsart som först beskrevs av Jean Raynal, och fick sitt nu gällande namn av Paul Goetghebeur och Pieter Johannes Vorster. Alinula malawica ingår i släktet Alinula och familjen halvgräs. Inga underarter finns listade i Catalogue of Life.